# The Church in the Darkness
The Church in the Darkness est un jeu vidéo d'action-aventure. Il a été initialement annoncé en 2016 et il a été publié en 2019 pour Microsoft Windows, macOS, PlayStation 4, et Xbox One. Il a été conçu par Richard Rouse III sous le nom de Paranoid Productions.

## Système de jeu
The Church in the Darkness est un jeu "d'action-infiltration" déroulant dans les années 1970. Le joueur rentre dans la peau d'un ancien officier chargé de l'application des lois nommé Vic qui tente de pénétrer dans une colonie religieuse isolée appelée "Freedom Town" pour vérifier le fils de sa sœur, Alex . Les dirigeants, Isaac et Rebecca Walker de la "Mission de Justice Collective", prêchent le socialisme et la vie agricole durable dans une société chrétienne. Ils sont doublés par le couple John Patrick Lowrie et Ellen McLain,. L'histoire se déroule à travers les mises à jour régulières d'Isaac et Rebecca sur le système d'annonces publiques du camp.
Certains éléments du jeu sont générés de manière procédurale, chacun changeant les allégeances, les croyances et la configuration du camp.

## Développement
Les prémisses du jeu découle de la fascination de Rouse pour les cultes. Rouse est un fan des jeux "à récit ouvert " depuis le milieu des années 80 et il a été "stupéfait" de voir les nombreux jeux populaires de 2016 avec des récits fixes. Le jeu aurait "des échos très évidents de Jonestown". Rouse a été particulièrement intriguée par la famille Source, une commune spirituelle à la fin des années 1960 qui était située dans les collines d'Hollywood.